# Pontchâteau

Pontchâteau este o comună în departamentul Loire-Atlantique, Franța. În 2009 avea o populație de 9,503 de locuitori.

## Personalități născute aici
- Jacques Demy (1931 - 1990), regizor, scenarist.